# 잭 캘리슨
잭 제이 캘리슨(영어: Zach Callison, 1997년 10월 23일 ~ )은 미국의 성우이다. 인기 애니메이션 《스티븐 유니버스》의 주인공 스티븐 유니버스 역 성우이다. 이외에 DC 코믹스 원작 애니메이션 《슈퍼맨/샤잠!: 블랙 아담의 귀환》(2010), 《저스티스 리그: 워》(2014)에서는 빌리 뱃슨 역을 맡았다.
현재 카툰 네트워크의 압박 때문에 유튜브, 트위터, 인스타도 다 끊고 있다.

## 출연 작품

### 애니메이션
- 2021년 배트맨: 더 롱 할로윈, 파트 투 - 어린 브루스 웨인